# Geoffroea decorticans
Geoffroea decorticans är en ärtväxtart som först beskrevs av William Jackson Hooker och George Arnott Walker Arnott, och fick sitt nu gällande namn av Arturo Erhardo Erardo Burkart. Geoffroea decorticans ingår i släktet Geoffroea och familjen ärtväxter. IUCN kategoriserar arten globalt som livskraftig. Inga underarter finns listade i Catalogue of Life.

## Bildgalleri

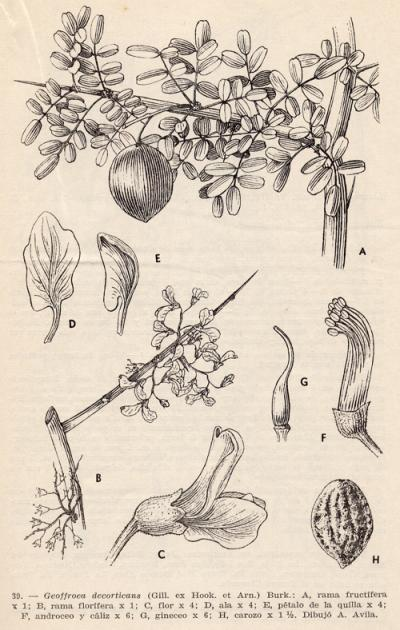
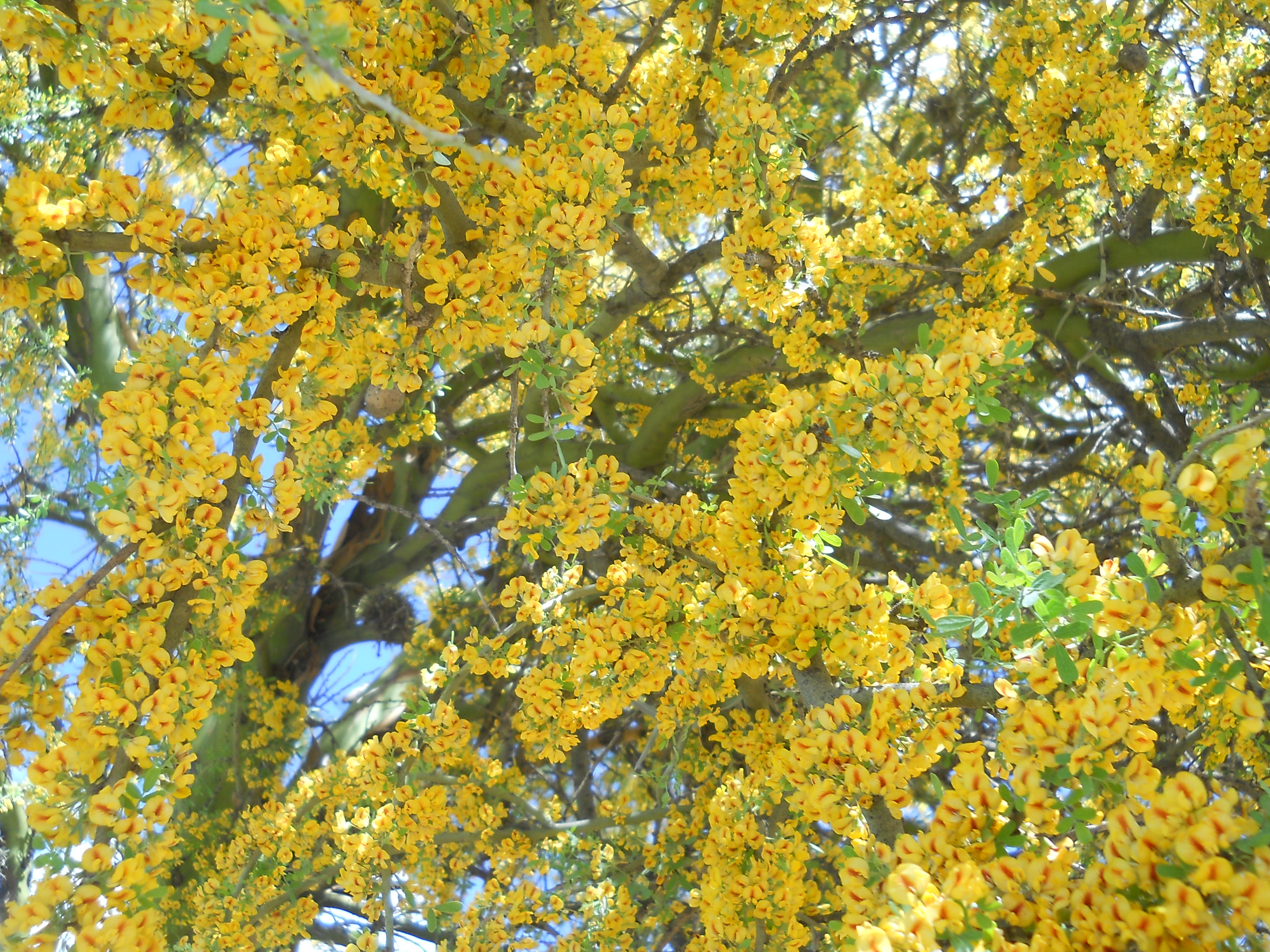
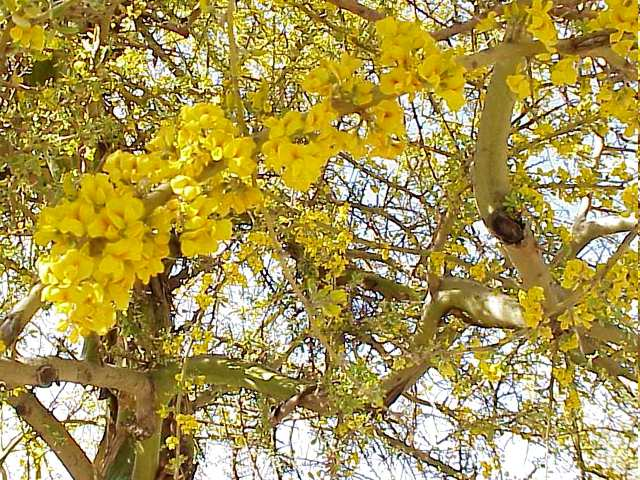
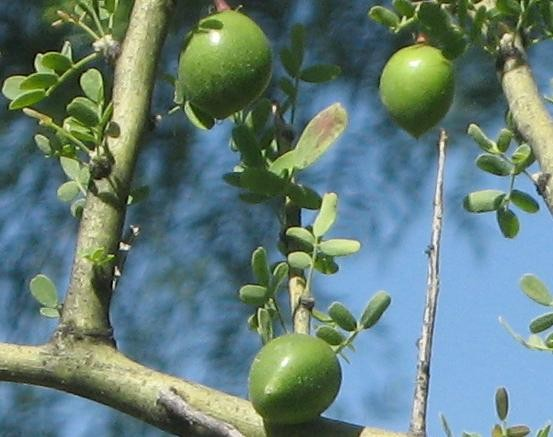
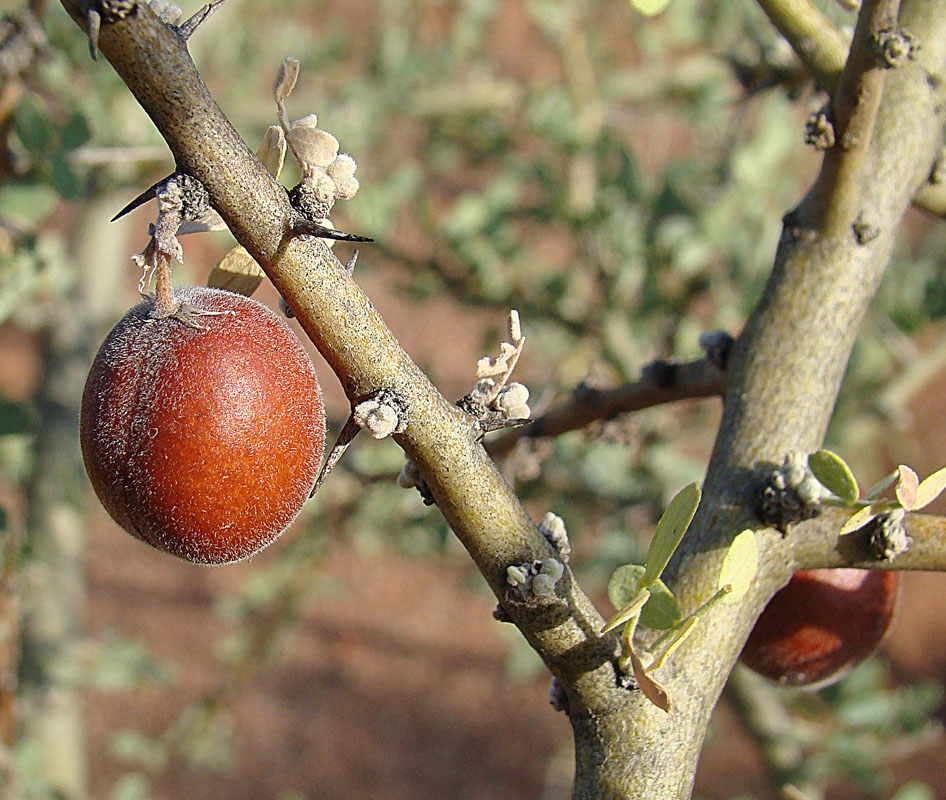
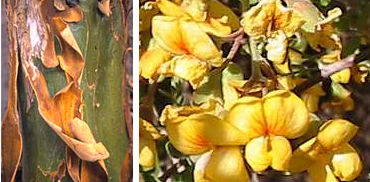